# ダブルヘテロ接合
ダブルヘテロ接合（ダブルヘテロせつごう、英語：double hetero-junction）は、異なる2つの材料系（A,B）からなる層を、A-B-AまたはB-A-Bのように交互に3層（接合部は2か所）構造としたものである。ダブルヘテロ構造とも呼ばれる。
また、A-B、B-Aのような構造を単一ヘテロ構造という。